# Markus Happe
Markus Happe (ur. 11 lutego 1972 w Münsterze) – niemiecki piłkarz występujący na pozycji pomocnika.

## Kariera klubowa
Happe jako junior grał w klubie VfL Wolbeck. W 1990 roku trafił do Preußen Münster, grającego w 2. Bundeslidze. W 1991 roku spadł z nim z ligi. Wówczas odszedł do pierwszoligowego Bayeru 04 Leverkusen. W Bundeslidze zadebiutował 26 października 1991 w wygranym 1:0 meczu z Eintrachtem Frankfurt. 9 listopada 1991 w zremisowanym 2:2 spotkaniu z Bayernem Monachium zdobył pierwszą bramkę w trakcie gry w Bundeslidze. W 1993 roku zdobył z klubem Puchar Niemiec. W 1997 oraz 1999 wywalczył z Bayerem wicemistrzostwo Niemiec.
W grudniu 1999 roku podpisał kontrakt z innym pierwszoligowym zespołem, FC Schalke 04. Pierwszy ligowy mecz zaliczył tam 11 grudnia 1999 przeciwko TSV 1860 Monachium (3:3). W 2001 roku Happe zdobył z Schalke Puchar Niemiec oraz wywalczył z nim wicemistrzostwo Niemiec. Z klubem wystąpił także w finale Pucharu Ligi Niemieckiej, ale Schalke przegrało tam 1:4 z Herthą Berlin.
W 2002 roku Happe został graczem drugoligowego 1. FC Köln. W 2003 roku awansował z nim do Bundesligi. W 1. FC Köln grał do 2004 roku. W sumie zanotował tam 28 ligowych spotkań i strzelił 2 gole. W styczniu 2004 trafił do zespołu Kickers Offenbach z Regionalligi. W 2005 roku awansował z nim do 2. Bundesligi. Latem 2007 przeszedł do rezerw Bayeru Leverkusen. W 2010 roku zakończył karierę.

## Kariera reprezentacyjna
Happe rozegrał 9 spotkań i zdobył 1 bramkę w reprezentacji Niemiec U-21.